# Hoyte Jolles
Hoyte Jolles (Oleh-Leh, 26 maart 1886 – Naarden, 6 januari 1979) was een Nederlands schout-bij-nacht. Tijdens de meidagen in de Tweede Wereldoorlog was hij commandant van de marine in Willemsoord en van de stelling Den Helder.

## Leven
Hij was getrouwd met Gerardine Maria de Bruijn. Samen hadden ze drie kinderen.

## Tweede Wereldoorlog
Op 1 augustus werd Jolles benoemd tot commandant van de marine in Willemsoord en van de stelling Den Helder en werd hij bevorderd tot schout-bij-nacht. In deze functie coördineerde hij de verdediging van de stelling Den Helder en was hij commandant van het IJsselmeerflottielje. Na de capitulatie van Nederland bracht hij de oorlog door in krijgsgevangenschap in Duitsland en Polen. In 1945 ging hij met eervol ontslag uit de actieve dienst. Tot 1950 was hij raadsheer bij het bijzonder gerechtshof in Amsterdam.

## Onderscheidingen
- Ridder in de Orde van de Nederlandse Leeuw
- Officier in de Orde van Oranje-Nassau
- Grootkruis in de Orde van Leopold II van België